# محمد مكية
محمد مكية، مهندس معماري ومؤلف عراقي، ولد في بغداد عام 1332 هـ/1914م، وأكمل فيها دراسته الأولية ثم درس الهندسة المعمارية في جامعة ليفربول في بريطانيا، حيث نال درجة البكالوريوس عام 1941م، وحصل على شهادة الدبلوم في التصميم المدني من الجامعة نفسها، أما شهادة الدكتوراه فقد حصل عليها عام 1946م، من كلية كينغز في جامعة كمبردج في بريطانيا، وكان موضوع أطروحته (تأثير المناخ في تطور العمارة في منطقة البحر المتوسط)، وعاد إلى بغداد في العام ذاته وأنشأ «شركاء مكية للاستشارات المعمارية والتخطيط». يعد من أوائل العراقيين الذين حصلوا على مؤهلات رسمية في الهندسة المعمارية. وقد اشتهر لتأسيسه أول قسم للهندسة المعمارية في العراق في جامعة بغداد، ولتصميماته المعمارية التي تضمنت الزخارف الإسلامية والخط العربي في محاولة لدمج العناصر المعمارية العربية في الأعمال المعاصرة.
وقد كان مكية عضو شرف في الجمعية البريطانية، وعضوا في تخطيط إنجلترا، وعضو مؤسس في مجمع “ديلوس” المعماري في أثينا وعضو تحكيمي في لجان دولية معمارية عدة وعضو في بعثة الخبراء بجنوب شرق آسيا وحائز على جائزة اليونيسكو.

## النشأة والتعليم
ولد محمد صالح مكية، ابن صالح عبد العزيز مكية وزوجته بهية، بمحلة صبابيغ الآل في بغداد لعائلة من تجار الملابس. توفي والده عندما كان لا يزال رضيعًا، وذهبت والدته لتعيش مع خاله.
في مدرسة بغداد المركزية الثانوية، برع في الرياضيات وأظهر مهارة كافية ليتم اختياره كواحد من 50 طالبًا يحصلون على منحة للدراسة في إنجلترا. سافر إلى إنجلترا عام 1935 وقضى سنته الأولى في تعلم اللغة الإنجليزية والتحضير لامتحانات القبول. التحق بكلية الهندسة المعمارية بجامعة ليفربول، وتخرج بدرجة البكالوريوس في الهندسة المعمارية (1941) وحصل على دبلوم التصميم المدني في (1942). التحق لاحقًا بكلية الملك كامبريدج، حيث أكمل درجة الدكتوراه (1946). كانت أطروحته بعنوان «تأثير المناخ على العمارة في منطقة البحر الأبيض المتوسط».
في عام 1941، أثناء دراسته العليا في إنجلترا، التقى بزوجته المستقبلية المولودة بإنجلترا، مارجريت كروفورد، والتي سافرت لاحقًا إلى بغداد للزواج منه، على الرغم من اعتراض عائلتها. في عام 1954 قام بتصميم فندق ريجنت بالاس/ قصر الأمير في بغداد السنك كأول فندق اعد لاستقبال الضيوف من رؤساء دول العالم،[بحاجة لمصدر] وفي عام 1956 حصل على منحة فولبرايت التي سمحت له بالدراسة في الولايات المتحدة.

## مسيرته
عندما عاد إلى بغداد عام 1946، كان من أوائل العراقيين الذين حصلوا على مؤهلات رسمية في الهندسة المعمارية. في ذلك الوقت، لم يكن للعراق اعتماد كبير على استخدام المهندسين المعماريين. بدلاً من ذلك، كان التقليد المستمر في بناء المباني المحلية والعامة هو الاعتماد على تقنيات البناء القديمة، نادرًا ما ربط المصممون أسمائهم بتصميماتهم. كان مفهوم المهندس المعماري غريبًا لدرجة أن ذلك المصطلح لم يبدأ استخدامه في اللغة العربية سوى منذ عقود قليلة. ومع ذلك، بحلول منتصف القرن العشرين، مر العراق بفترة «تحديث» وتم هدم العديد من المنازل التقليدية، مما مهد الطريق للتصاميم المعاصرة.
كان التحدي الذي يواجه المعماريين المعاصرين هو كيفية دمج عناصر التصميم التقليدية في ظل استخدام المواد والتقنيات الحديثة. قام محمد مكية -إلى جانب المهندسين المعماريين المحليين الذين تم تدريبهم في أوروبا والذين شملوا مكية الجديري ورفعة الجادرجي وآخرين- بمواجهة هذا التحدي، وكان لهم دور محوري في تطوير أسلوب وطني مميز في الهندسة المعمارية.
بعد عودته إلى بغداد، أسس مكية شركة «شركاء مكية للاستشارات المعمارية والتخطيط»، وافتتح لاحقًا مكاتب فرعية في البحرين (1967)؛ ومسقط بعمان (1971) ولندن (1974)، والكويت وأبو ظبي ودبي والدوحة. كانت أولى أعماله المهمة مشروع جامع الخلفاء (1960–63) حيث طور تصميمًا مستوحًا من المسجد العباسي الذي يعود إلى القرن التاسع والذي كان قائمًا في السابق في نفس الموقع، وبناه حول المئذنة الباقية. كان هذا المسجد يقع في نفس الضاحية التي ولد فيها مكية.
عانى مكية في السنوات الأولى من عمله. كان العمل التجاري غير كافٍ، وهو ما يعني أنه كان عليه أن يجد عملاً مدفوع الأجر. عمل في المديرية العامة للبلديات في بغداد حيث اشتغل كمخطط عمراني ومهندس معماري. عملت زوجته كمدرسة ثانوية خلال هذه السنوات. ومع ذلك، بحلول الستينيات من القرن الماضي، بدأ يتلقى عمولات مهمة وبحلول السبعينيات، صار مكتبه في البحرين مزدهرًا. واصل اهتمامه بالقضايا المعمارية الإقليمية، والتي تشمل البيئة المحلية، والتراث المعماري، والفولكلور والحرف اليدوية المحلية. لهذا التركيز على التراث في التصميم، كان يُعرف غالبًا باسم «المهندس المعماري الإسلامي».
دفعه اهتمامه بالفن الإسلامي والتصميم إلى جمع الأعمال الفنية والصور الفوتوغرافية. في وقت لاحق، استخدمت صوره في كتب العمارة الإسلامية مثل كتاب «العمارة العربية: الماضي والحاضر» الصادر عن مركز دراسات الشرق الأوسط والإسلام، بجامعة درم، 1983. كما دعم الفنون بطرق عملية، ففي غياب المعارض الفنية في بغداد في الأربعينيات، فتح مكية منزله الخاص لاستضافة أول معرض فني معاصر يضم أعمال الفنان جواد سليم.
في عام 1959، أسس أول قسم معماري عراقي ضمن كلية الهندسة في جامعة بغداد، وأصبح عميدًا له وشغل هذا المنصب حتى عام 1968. كمعلم، شجع طلابه على الاهتمام بالتصميم العراقي التقليدي وشجعهم على رسم ارتفاعات الشوارع المحيطة بالمباني التقليدية.
بحلول أوائل سبعينيات القرن الماضي، صار عدوًا للنظام البعثي وظهر اسمه في قائمة الحزب البعثي لمن يجب اعتقالهم. كان يعمل في البحرين عندما علم بهذا الخبر المقلق، لكن بما أنه كان بصدد إنشاء مكتب في لندن، انتقل هو وعائلته إلى لندن. أثناء إقامته في لندن، أسس معرض الكوفة في لندن كمركز للفن الإسلامي والعربي
في عام 1980 دعاه رئيس بلدية بغداد للعودة إلى بغداد للمشاركة في برنامج إعادة إعمار كبير. بعد أن حصل على ضمان سلامته الشخصية، قرر مكية العودة، ولكن في المناقشات العائلية، تقرر ألا يسافر ابنه كنعان، إلى بغداد، وأن يبقى بدلاً من ذلك في إنجلترا وأن يدير فرع شركاء مكية في لندن.
أمضى محمد مكية سنواته الأخيرة في المنفى، وعاش في منطقة بايزووتر بلندن، حيث توفيت زوجته في عام 2013. توفي مكية أيضًا في لندن عام 2015 عن عمر يناهز 101 عامًا. وكان قد أنجب ابنا اسمه كنعان (مواليد 1949) وابنة اسمها هند (مواليد 1952). تدرب ابنه كنعان مكية أيضًا ليصير مهندسًا معماريًا، لكنه ترك شركة العائلة ليصبح أكاديميًا في الولايات المتحدة.
لفترة من الوقت، كان أحد كبار المهندسين المعماريين في عهد صدام حسين، وشارك في مشاريع صدام لإعادة البناء والتي بلغت تكلفتها عدة ملايين من الدولارات وساعد في بناء قصوره. كما قام ببناء العديد من المباني التجارية، بما في ذلك البنوك والمكتبات والمكاتب الحكومية والمساكن الخاصة. بالإضافة إلى ذلك، فاز بمسابقات لتصميمات المشاريع العامة، مثل مسجد الدولة.
الأعمال العامة الأبرز
- جامع الخلفاء (1960–63) - بناءً على تصميم مستوحى من مسجد العباسيين في القرن التاسع وتم بناؤه حول المئذنة الباقية[31]
- مصرف الرافدين، البصرة (1970)[32]
- مبنى الشيخ مبارك، البحرين (1973)[33]
- فندق هيلتون الدولي، دبي (1974)[34]
- مسجد الصديق، الدوحة (1978)[7]
- مجمع الأندلس السكني، الدوحة (1983)[34]
- مسجد الدولة الكبير في الكويت (1978-1984)[35]
- المقر الرئيسي للمنظمين العرب الإقليميين، الكويت (1982-87)[36]
- مقر جامعة الدول العربية، تونس (1983)
- جامع السطان قابوس الأكبر، عمان (1995-2002)[37]

المنشورات
ساهم مكية بالعديد من المقالات في الصحف والمجلات العلمية بالإضافة إلى فصول في الدراسات.
- (مؤلف منفرد) تراث الرسم البغدادي لمحمد مكية، 1972[38][39]
- (تأليف منفرد) بغداد بقلم محمد مكية، لندن، نُشر لأول مرة عام 1962 وأعيد طبعه عام 2005[40][41]
- (مشترك) خواطر السنين لمحمد مكية ورشيد خيون، بيروت، دار الساقي، 2005[42]
- (مساهم) مراجعة تخطيط العالم الثالث، المجلد 10، مطبعة جامعة ليفربول، 1988

### جامع الخلفاء

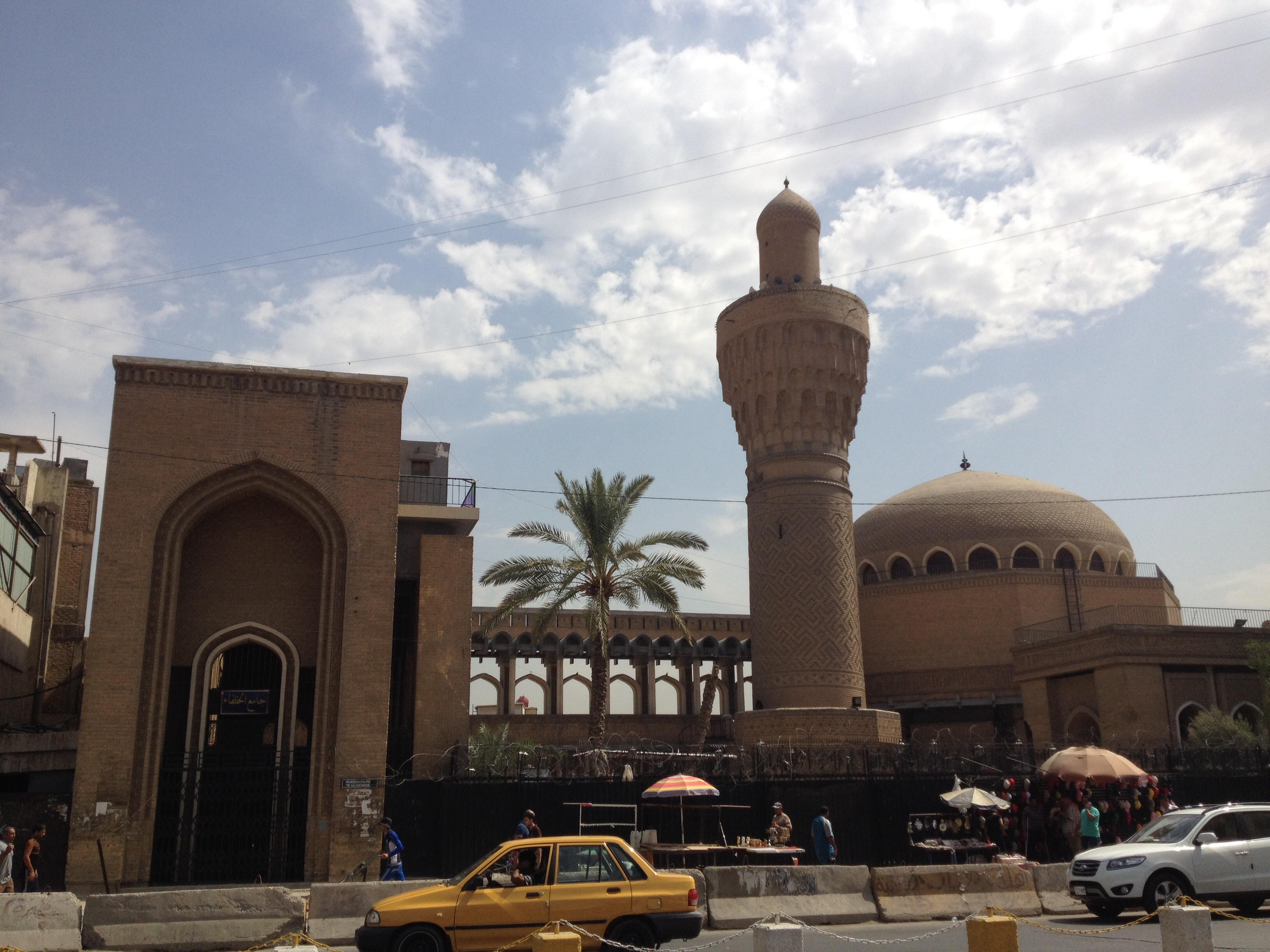
جامع الخلفاء في شارع الجمهورية - بغداد

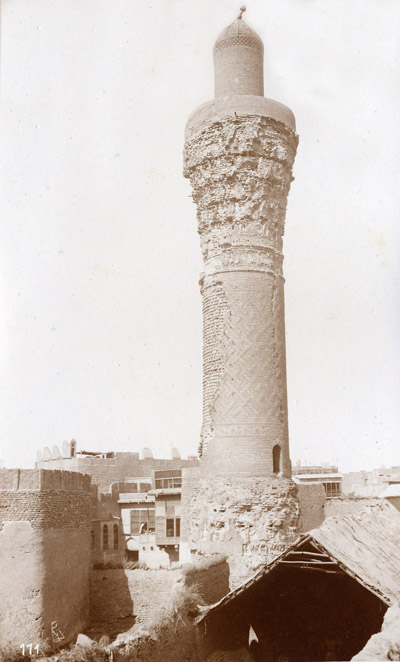
منارة سوق الغزل في جامع الخلفاء كما صورها مصور ألماني خلال زيارة للعراق عام 1911م، وهي أقدم منارة باقية في بغداد حيث أن المنارة الظاهرة في الصورة قد بناها ابن هولاكو خلال القرن الثالث عشر ميلادي بعد أن تدمرت عند دخول جيش المغول بغداد

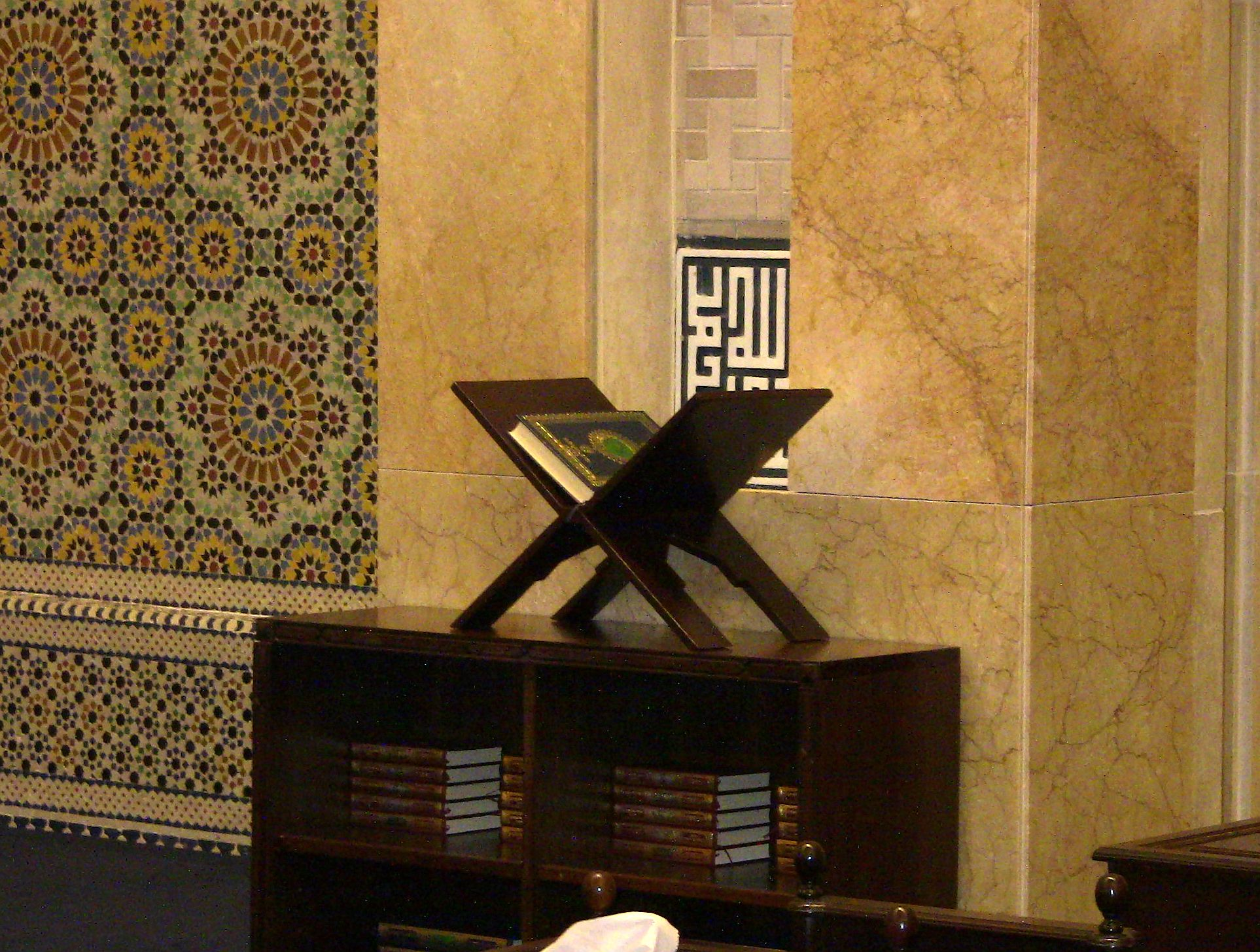
التصميم الهندسي الداخلي لجدران المسجد

ويبرز أرشيف محمد مكية في مكتبات معهد ماساتشوستس، عندما يقُدم أول مشروع مهم قام به محمد مكية في مشواره المهني، وهو تعمير وصيانة وبناء جامع الخلفاء، في الفترة (1960-1963، والتوسعة المقترحة في 1980)، وفي معرض مكتبة روتش الكبير: «التعليم من خلال مجموعات معمارية مرئية: مختارات من مجموعات روتش الرقمية». تضمنت مجموعة «محمد مكية ومشروع جامع الخلفاء» 25 صورة من الرسومات وملاحظات على التصميم ومخططات وصورا مأخوذة من الأصل المحفوظ في الأرشيف.
وتروي الصور قصة هذا المشروع الذي تم تطويره مع الحفاظ على التحفة الفنية الوحيدة الباقية من المسجد في العهد العباسي الذي يرجع إلى القرن التاسع في المكان ذاته: منارة مئذنة سوق الغزل المتهدمة.
لقد جسد تصميم مكية المبتكر للجامع، الذي يقع في منطقة صبابيغ اللال في بغداد القديمة، أفكار المحافظة المدنية على التراث وإضفاء الطابع الإقليمي على الشكل واستمرارية التراث المعماري، وهي الأفكار التي كانت ملهمة لأعماله منذ ذلك الحين بالإضافة إلى الأجيال الأصغر من المعماريين.

### مشروعاته في مركز الآغاخان
يمكن الاطلاع على مشروعات مختارة من أرشيف الفنان المعماري محمد مكية في صورة مجموعات رقمية في موقع (archnet.org)، وهو موقع مخصص للمهندسين المعماريين والمهندسين المدنيين والمصممين والمحافظين على التراث والطلاب والباحثين، ويركز على الثقافات والحضارات الإسلامية، ويشارك في إدارته مركز الآغاخان للتوثيق في معهد ماساتشوستس ومؤسسة الآغاخان للثقافة في جنيف بسويسرا.
وصل أول أرشيف معماري يحصل عليه مركز الآغاخان للتوثيق في صيف عام 2012م، كهدية من المهندس المدني العراقي محمد صالح مكية.
وتم توثيق هديته إلى المركز كجزء من مشواره العملي الممتد لنصف قرن من الزمان، وشمل ما يزيد على عشر دول. ويحتوي الأرشيف على مواد تتنوع ما بين مراسلات شخصية وملاحظات تتعلق بالمشروعات، ورسومات تصميم بخط اليد، بالإضافة إلى مقترحات رسمية ورسومات نهائية وصور لمشروعات تمت أو أثناء إنشائها، قائمة أو غير قائمة.

## إرثه
حصل مكية على جائزة أفضل إنجاز مدى الحياة في مدينة دبي. جرى تناول أعمال وأفكار محمد مكية وشركته في العديد من الكتب والمقالات، وتمت دراستها وبحثت فيها مؤتمرات ومعارض، ومن بينها مؤتمر دولي عن التراث المعماري في بغداد والذي عقد في جامعة بغداد. وكان المؤتمر جزءا من فعاليات «بغداد عاصمة الثقافة العربية لعام 2013» برعاية جامعة بغداد والمعهد الفرنسي للشرق الأدنى ومكتب منظمة اليونيسكو في العراق.
تم تخصيص عدة كتب لمناقشة مساهماته في الهندسة المعمارية من بينها:
- الكلاسيكية ما بعد الإسلام: مقال مرئي عن عمارة محمد مكية، بقلم كنعان مكية (دار الساقي، 1990)[46]
- الفن العراقي المعاصر: رحلة مع المعماري العراقي محمد مكية لأحمد ناجي[47]
- محمد مكية: قرن في العمارة والحياة وابن محمد لخالد السلطاني
- محمد مكية والعمران المعاصر، لحسين هنداوي، 2013.[48]
- محمد مكية: مهندس معماري حديث يجدد التقاليد الإسلامية، لكارين دوبروفسكا.[49]

في عام 2014، أعلنت جوائز تميز أنها ستمنح جائزة سنوية باسم محمد مكية لأفضل تصميم معماري.
في عام 2016، كرم العراق اثنين من أشهر المهندسين المعماريين من أبنائه، وهما محمد مكية وزها حديد، بطوابع بريدية.

## وصلات خارجية
- موقع بناة
- محمد مكية يعانق قرنا من العمارة والفن
- بغداد تودع عاشقها المهندس المعماري الكبير محمد مكية نسخة محفوظة 13 يونيو 2013 على موقع واي باك مشين.
- رحيل المعماري العراقي الكبير المهندس محمد مكية
- موقع الجمعية العربية للعمارة والتصميم ومجلة بناة
- http://www.aawsat.com/details.asp?section=54&issueno=12715&article=744045&feature=#.Uj8M7MYtxD1 صحيفة الشرق الأوسط